# Johnny Jeter
John "Johnny" Jeter (San Diego (Californië), 14 december 1981) is een Amerikaans professioneel worstelaar die vooral bekend is van zijn tijd bij World Wrestling Entertainment als Spirit Squad-lid Johnny in 2006. 

## In het worstelen
- Finishers
  - Johnny Go Round (WWE) / 540 kick

- Signature moves
  - Springboard moonsault
  - Superkick

- Bijnaam
  - "Thrillseeker"

## Prestaties
- Ohio Valley Wrestling
  - OVW Heavyweight Championship (2 keer)
  - OVW Southern Tag Team Championship (1 keer: met Matt Cappotelli)

- World Wrestling Entertainment
  - World Tag Team Championship (1 keer) – als lid van de Spirit Squad